# Software (azienda)
Fondata nel 1969, Software AG è una società di servizi e soluzioni software per l'impresa con oltre 10.000 aziende clienti in oltre 70 paesi. L'azienda è il secondo più grande fornitore di software in Germania, il quarto in Europa e tra i primi 25 a livello globale. Software AG è quotata alla Borsa di Francoforte (TecDAX, ISIN DE 0003304002 / SOW).

## Storia
L'azienda è stata fondata nel 1969 da un gruppo di sei giovani dipendenti della società di consulenza AIV (Institut für Angewandte Informationsverarbeitung). Nel 1971 è stato lanciato il primo database transazionale ad alte prestazioni ADABAS, mentre nel 1979 Natural, il linguaggio 4GL per sviluppo di applicazioni. Nel tempo l'azienda ha continuato ad aprire uffici e filiali in Nord America (1971), Giappone (1974), UK (1977), Francia (1983), Spagna (1984), Svizzera, Austria, Belgio e Arabia Saudita (1985). Nel 1987 Software AG contava circa 500 dipendenti, 12 filiali in Europa e uffici in oltre 50 paesi. Nel 1999, Software AG è stata quotata alla Borsa di Francoforte, nello stesso anno ha rilasciato Tamino Information Server e Tamino XML Server.
Nel 2006 è stata lanciata CentraSite, la piattaforma SOAGovernance, e l'anno successivo dopo l'acquisizione del rivale statunitense webMethods, Software AG è diventata uno dei leader in ambito Enterprise Service Bus, Business Process Management e service-oriented architecture (SOA).
Nel luglio 2009 Software AG ha annunciato di aver avanzato un'offerta pubblica di acquisto per la società tedesca IDS Scheer, che dal febbraio dell'anno successivo entra a far parte di Software Group AG.  Nell'ottobre del 2010 la società ha acquisito Data Foundations basata nel New Jersey, uno dei principali provider di master data management.

## Prodotti
Software AG è un fornitore di infrastrutture software per il business con un'offerta di prodotti adeguati alle attuali tecnologie di mercato, come Database management system, modernizzazione delle applicazioni, SOA, BPMS e ESB. I seguenti sono alcuni dei loro prodotti:
- ADABAS - database transazionale ad alte prestazioni
- Natural - un linguaggio di sviluppo 4GL che può essere usato insieme ad ADABAS per lo sviluppo di applicazioni
- CentraSite – un'applicazione di punta di SOA governance, che consente la gestione della governance e di UDDI
- webMethods - il primo server B2B e piattaforma di integrazione su architettura SOA
- Tamino Information Server - Information Server basato su XML per la gestione dello storage e per il trasferimento di dati strutturati e non, ora chiamato webMethods Tamino
- ARIS - la piattaforma di Business Process Analysis, recentemente acquisita. Una versione gratuita è disponibile come ARIS Express.

## Servizi
Software AG fornisce per suoi clienti consulenza individuale e corsi di formazione, erogati nei propri traning center o anche on line. Software AG svolge anche esami di certificazione per i consulenti.
L'azienda fornisce servizi di consulenza ai propri clienti. L'azienda ha, inoltre, una divisione Offshore Global Consulting Services in Bangalore, India.

## Premi e riconoscimenti
- 2012 Riconosciuta Leader nel report “The Forrester Wave: Integrated SOA Governance, Q1 2012
- 2012 Posizionata come Leader da Gartner nel suo Magic Quadrant per le suite di Business process Analysis[8]
- 2012 Riconosciuta Leader nel report “The Forrester Wave: SOA Service Life-Cycle Management, Q1 2012”
- 2011 Riconosciuta Leader nel report "The Forrester Wave: Enterprise architecture Management Suites, Q2 2011”
- 2011 Riconosciuta Leader nel report “The Forrester Wave: Enterprise Service Bus, Q2 2011
- 2011 Posizionata come Leader da Gartner nel suo Magic Quadrant per Enterprise architecture Tools
- 2010 Riconosciuta Leader dal report “The Forrester Wave: Elastic Caching Platforms, Q2 2010" (Terracotta Inc.)
- 2010Riconosciuta Leader nel report “The Forrester Wave: Business Process Management Suites, Q3 2010"
- 2010 Riconosciuta Leader nel report "The Forrester Wave: Comprehensive Integration Solutions, Q4 2010"
- 2009 Premiata nel 2009 con SWI FTReady Financial EAI Label con il massimo livello di certificazione di interoperabilità riconosciuto dalla Society for Worldwide Interbank Financial Telecommunications
- 2008 Posizionata come Leader da Gartner nel suo Magic Quadrant per B2B Gateway Providers
- 2008 Posizionata come Leader da Gartner nel suo Magic Quadrant per progetti di Application Infrastructure for Systematic Application Integration
- 2008 Posizionata come Leader da Gartner nel suo Magic Quadrant per Business Process Management Suites BPM
- 2008 Posizionata Leader da Gartner nel suo Magic Quadrant per progetti di Shared SOA Interoperability Infrastructure
- Classificata da "The Information Difference per tre anni consecutivi come leader tra 21 software vendor di Master Data Management